# Vättjärnen
Vättjärnen är en sjö i Örnsköldsviks kommun i Ångermanland och ingår i Gideälvens huvudavrinningsområde. Sjön har en area på 0,0417 kvadratkilometer och ligger 188,1 meter över havet.

## Delavrinningsområde
Vättjärnen ingår i det delavrinningsområde (705170-163177) som SMHI kallar för Mynnar i Ledingsån. Medelhöjden är 214 meter över havet och ytan är 16,36 kvadratkilometer. Det finns inga avrinningsområden uppströms utan avrinningsområdet är högsta punkten. Ryssjöbäcken som avvattnar avrinningsområdet har biflödesordning 3, vilket innebär att vattnet flödar genom totalt 3 vattendrag innan det når havet efter 54 kilometer. Avrinningsområdet består mestadels av skog (65 procent). Avrinningsområdet har 0,66 kvadratkilometer vattenytor vilket ger det en sjöprocent på 4 procent.